# Jordan Hill (basket-ball)
Pour les articles homonymes, voir Jordan Hill et Hill.
Jordan Craig Hill, né le 27 juillet 1987 à Atlanta, Géorgie, est un joueur américain de basket-ball. Il joue au poste d'ailier fort.

## Biographie

### Knicks de New York (2009-février 2010)
Il se présente à la draft 2009 de la NBA.
Envisagé dans le top 5 de la draft, il est finalement sélectionné en huitième position par les Knicks de New York. Il signe un contrat de 4,3 millions de dollars sur deux saisons.
Lors de la NBA Summer League 2009, il dispute cinq matchs où il termine avec des moyennes de 14,4 points, 8,2 rebonds, 0,6 passe décisive, 0,8 interception et 1,0 contre par match. Son plus grand total de points est de 21 contre les Wizards de Washington.
Il marque ses premiers points lors d'un match de saison régulière contre les Cavaliers de Cleveland le 6 novembre 2009.

### Rockets de Houston (fév. 2010-mars 2012)
Le 28 février 2010, il est envoyé avec Jared Jeffries aux Rockets de Houston en échange de Tracy McGrady, dans un transfert entre trois équipes.

### Lakers de Los Angeles (mars 2012-2015)
Le 15 mars 2012, il est envoyé aux Lakers de Los Angeles, en échange de Derek Fisher et d'un premier tour de draft. Il joue sept matchs de saison régulière avec les Lakers où il tourne à 4,7 points et 4,4 rebonds en 11,7 minutes par match. En 12 matchs de playoffs, il a des moyennes de 4,8 points et 6,3 rebonds en 18,1 minutes par match.
Le 25 juillet 2012, il resigne avec les Lakers un contrat de 8 millions de dollars sur deux ans. Les Lakers souffrent durant cette saison mais il apporte son énergie à l'équipe. Le 6 janvier 2013, contre les Nuggets de Denver, il souffre d'une grave blessure à la hanche et choisit de se faire opérer. En 29 matchs, il a des moyennes de 6,7 points et 5,7 rebonds en 15,8 minutes par match. Il a la meilleure moyenne de rebonds par minute de toute la ligue. Hill est autorisé à rejouer pour le premier tour des playoffs 2013.
Le 12 novembre 2013, lors du neuvième match de la saison 2013-2014, il est titularisé pour la première fois de la saison et établit son record de points en carrière avec 21 unités lors de la victoire des siens 116 à 95 contre les Pelicans de La Nouvelle-Orléans.
Le 23 juillet 2014, Hill signe un contrat de 18 millions de dollars sur deux ans avec les Lakers.

### Pacers de l'Indiana (2015-2016)
Le 9 juillet 2015, il signe aux Pacers de l'Indiana.

### Timberwolves du Minnesota (2016-2017)
Le 13 juillet 2016, il signe aux Timberwolves du Minnesota un contrat de 8 millions de dollars sur deux ans mais il est licencié en juin 2017.
En juillet 2017, les Hornets de Charlotte s'intéresse à Jordan Hill  mais cela ne donnera rien.

## Statistiques

### Universitaires
| Saison    | Équipe  | Matchs | Titul. | Min./m | % Tir | % 3pts | % LF | Rbds/m. | Pass/m. | Int/m. | Ctr/m. | Pts/m. |
| --------- | ------- | ------ | ------ | ------ | ----- | ------ | ---- | ------- | ------- | ------ | ------ | ------ |
| 2006-2007 | Arizona | 29     | 12     | 14,1   | 65,2  | 0,0    | 44,7 | 4,03    | 0,10    | 0,21   | 0,90   | 4,72   |
| 2007-2008 | Arizona | 34     | 33     | 29,4   | 62,2  | 0,0    | 68,3 | 7,88    | 0,79    | 0,50   | 1,65   | 13,24  |
| 2008-2009 | Arizona | 34     | 34     | 35,7   | 53,7  | 0,0    | 65,4 | 11,03   | 1,47    | 0,88   | 1,71   | 18,26  |
| Total     |         | 97     | 79     | 27,0   | 57,8  | 0,0    | 63,6 | 7,84    | 0,82    | 0,55   | 1,44   | 12,45  |

### Professionnelles

#### Saison régulière
| Saison     | Équipe    | Matchs | Titul. | Min./m | % Tir | % 3pts | % LF  | Rbds/m. | Pass/m. | Int/m. | Ctr/m. | Pts/m. |
| ---------- | --------- | ------ | ------ | ------ | ----- | ------ | ----- | ------- | ------- | ------ | ------ | ------ |
| 2009–2010  | New York  | 24     | 0      | 10,5   | 44,6  | 0,0    | 71,4  | 2,54    | 0,29    | 0,42   | 0,38   | 4,04   |
| 2009–2010  | Houston   | 23     | 0      | 16,2   | 53,2  | 0,0    | 66,0  | 4,96    | 0,57    | 0,17   | 0,52   | 6,39   |
| 2010–2011  | Houston   | 72     | 10     | 15,6   | 49,1  | 0,0    | 70,6  | 4,25    | 0,40    | 0,19   | 0,72   | 5,64   |
| 2011–2012* | Houston   | 32     | 7      | 14,7   | 50,4  | 0,0    | 64,1  | 4,84    | 0,44    | 0,28   | 0,66   | 5,03   |
| 2011–2012* | LA Lakers | 7      | 1      | 11,7   | 46,7  | 0,0    | 62,5  | 4,43    | 0,29    | 0,71   | 0,86   | 4,71   |
| 2012–2013  | LA Lakers | 29     | 1      | 15,8   | 49,7  | 0,0    | 65,6  | 5,72    | 0,45    | 0,28   | 0,66   | 6,69   |
| 2013–2014  | LA Lakers | 72     | 32     | 20,8   | 54,9  | 0,0    | 68,5  | 7,43    | 0,75    | 0,40   | 0,89   | 9,67   |
| 2014–2015  | LA Lakers | 70     | 57     | 26,8   | 45,9  | 27,3   | 73,8  | 7,94    | 1,47    | 0,49   | 0,74   | 12,01  |
| 2015–2016  | Indiana   | 73     | 11     | 20,7   | 50,6  | 0,0    | 71,2  | 6,18    | 1,19    | 0,49   | 0,51   | 8,84   |
| 2016–2017  | Minnesota | 7      | 0      | 6,7    | 38,5  | 0,0    | 100,0 | 2,00    | 0,00    | 0,14   | 0,00   | 1,71   |
| Total      |           | 409    | 119    | 18,8   | 49,7  | 13,6   | 69,9  | 5,84    | 0,79    | 0,37   | 0,67   | 7,90   |

Note: * Cette saison a été réduite de 82 à 66 matchs en raison du lock out.

Dernière modification le 12 mars 2020

#### Playoffs
| Saison | Équipe    | Matchs | Titul. | Min./m | % Tir | % 3pts | % LF | Rbds/m. | Pass/m. | Int/m. | Ctr/m. | Pts/m. |
| ------ | --------- | ------ | ------ | ------ | ----- | ------ | ---- | ------- | ------- | ------ | ------ | ------ |
| 2012   | LA Lakers | 12     | 0      | 18,1   | 43,4  | 0,0    | 68,8 | 6,33    | 0,08    | 0,25   | 0,67   | 4,75   |
| 2013   | LA Lakers | 3      | 0      | 10,2   | 50,0  | 0,0    | 0,0  | 3,67    | 0,33    | 0,00   | 0,67   | 3,33   |
| 2016   | Indiana   | 5      | 0      | 3,0    | 0,0   | 0,0    | 0,0  | 1,20    | 0,40    | 0,00   | 0,00   | 0,00   |
| Total  |           | 20     | 0      | 13,2   | 42,4  | 0,0    | 68,8 | 4,65    | 0,20    | 0,15   | 0,50   | 3,35   |

Dernière modification le 29 avril 2016

## Records personnels sur une rencontre en NBA
Les records personnels de Jordan Hill, officiellement recensés par la NBA sont les suivants :
| Type de statistique        | Saison régulière | Saison régulière                           | Saison régulière               | Playoffs | Playoffs            | Playoffs      |
| Type de statistique        | Record           | Adversaire                                 | Date                           | Record   | Adversaire          | Date          |
| -------------------------- | ---------------- | ------------------------------------------ | ------------------------------ | -------- | ------------------- | ------------- |
| Points                     | 28               | Magic d'Orlando @ Bucks de Milwaukee       | 23 mars 2014 27 mars 2014      | 12       | @ Nuggets de Denver | 6 mai 2012    |
| Paniers marqués            | 13               | @ Bucks de Milwaukee                       | 27 mars 2014                   | 5        | Nuggets de Denver   | 29 avril 2012 |
| Paniers tentés             | 22               | Bulls de Chicago                           | 29 janvier 2015                | 10       | Nuggets de Denver   | 29 avril 2012 |
| Paniers à 3 points réussis | 1                | 3 fois                                     |                                |          |                     |               |
| Paniers à 3 points tentés  | 3                | Kings de Sacramento                        | 15 avril 2015                  |          |                     |               |
| Lancers francs réussis     | 10               | Magic d'Orlando                            | 23 mars 2014                   | 4        | @ Nuggets de Denver | 6 mai 2012    |
| Lancers francs tentés      | 13               | Magic d'Orlando                            | 23 mars 2014                   | 6        | @ Nuggets de Denver | 6 mai 2012    |
| Rebonds offensifs          | 9                | @ Bucks de Milwaukee Suns de Phoenix       | 27 mars 2014 4 novembre 2014   | 7        | @ Nuggets de Denver | 6 mai 2012    |
| Rebonds défensifs          | 13               | Nuggets de Denver                          | 23 novembre 2014               | 6        | Nuggets de Denver   | 29 avril 2012 |
| Rebonds totaux             | 17               | Pistons de Détroit                         | 17 novembre 2013               | 11       | @ Nuggets de Denver | 6 mai 2012    |
| Passes décisives           | 7                | Hornets de Charlotte                       | 9 novembre 2014                | 2        | Raptors de Toronto  | 23 avril 2016 |
| Interceptions              | 4                | Pistons de Détroit                         | 6 février 2016                 | 1        | 3 fois              |               |
| Contres                    | 6                | Nuggets de Denver                          | 30 janvier 2016                | 2        | 3 fois              |               |
| Balles perdues             | 6                | @ Suns de Phoenix                          | 19 janvier 2015                | 3        | @ Nuggets de Denver | 10 mai 2012   |
| Minutes jouées             | 42               | Warriors de Golden State Nuggets de Denver | 11 avril 2014 23 novembre 2014 | 28       | @ Nuggets de Denver | 10 mai 2012   |

- Double-double : 55 (dont 2 en playoffs) (au terme de la Saison NBA 2015-2016)
- Triple-double : aucun.

## Palmarès
- Champion de la Division Pacifique en 2012 avec les Lakers de Los Angeles.
- Third-team All-American – TSN en 2009.
- First-team All-Pac-10 en 2009.